# Ernest Barić
Ernest Barić (u mađ. dokumentima: Barics Ernő) (Martince, Mađarska, 1945.) je hrvatski kulturni djelatnik iz Mađarske. Po struci je slavist i kroatist.
Predaje hrvatski jezik na Sveučilištu u Pečuhu na Katedri za hrvatski jezik, književnost i kulturu. Ravnatelj je Znanstvenog zavoda Hrvata u Mađarskoj.
Čelno je ime u proučavanju hrvatskoga jezičnog stanja u Mađarskoj, ponajviše stanja narječja i sociolingivističnog stanja.
Bavi se hrvatskim jezikom u Mađarskoj, kako u usmenim, tako i u pisanim djelima. Osobito se bavio štokavskim govorima podravskih Hrvata, njegovim matičnim govorom.. Drugo područje kojim se bavi su hrvatsko-mađarske gramatikografske i leksikografske sveze.
Istraživao je kajkavske govore u mađarskoj Podravini.
Uređivao je zbornike s međunarodnih kroatističkih skupova.

## Djela
(izbor)
- Dijalektizmi u pjesmama Josipa Gujaša Džuretinog i pitanje hrvatskog književnog jezika, 1994.
- Književni jezik Hrvata u Mađarskoj od 1945. do 1949. godine, 1998.
- Narječja u književnojezičnoj koncepciji Józsefa Margitaija: na temelju njegove Hrvatske gramatike, Horvát Nyelvtan, iz 1884., 2001.
- Hrvatsko-mađarski rječnik za hrvatske (manjinske) samouprave / Horvát-magyar szótár horvát (kisebbségi) önkormányzatok számára, 2002.
- Rode, a jezik?!, Pečuh, 2006.
- Naziv i status hrvatskoga jezika u Mađarskoj, 2006.

## Vanjske poveznice
- (mađ.) Baranyanet.hu  Arhivirana inačica izvorne stranice od 2. studenoga 2007. (Wayback Machine) Dr_ Barics Ernő
- Znanstveni zavod Hrvata u Mađarskoj